# Sinapidendron
Sinapidendron (чагарникова капуста) — рід рослин з родини Капустяні (Brassicaceae), ендемік Мадейри. Етимологія: родова назва складається з назви сестринського роду Sinapis і дав.-гр. δένδρον — «дерево».

## Список видів
- Sinapidendron angustifolium
- Sinapidendron frutescens
- Sinapidendron gymnocalyx коментар
- Sinapidendron rupestre
- Sinapidendron sempervivifolium

## Поширення
Рід — ендемік архіпелагу Мадейра (о-ви Мадейра, Дезерташ).